# RZSD TGM3
Az RZSD TGM3 sorozat egy orosz Bo-Bo tengelyelrendezésű dízelmozdony-sorozat. 1963 és 1966 között gyártotta a Ljugyinovói Dízelmozdonygyár. Összesen 56 db készült a sorozatból.

## Története
Az RZSD TGM3 a Ljugyinovói Dízelmozdonygyár első nagy sorozata volt a hidraulikus közepestolató műfajban. Motorja ugyanaz az M75x, mint a DR1-esekben, adott esetben M751, később M753, 750 LE névleges teljesítménnyel. A futómű annak a kéttengelyes változata, ami a MÁV M62 alatt is van. Eredetileg volt az Alco RSD1, háromtengelyű forgóvázakkal, ezekből fejlődött a TE3-as futóműve, ami néhány lépésben azt az alakot öltötte, amit a Szergejnél ismerünk. A kéttengelyes változat a „birodalomban” először a TE2 alatt jelent meg, de ez még az Alco-hoz volt hasonló, vastagfalú hengereltacél hossztartókkal. A TGM3 alá is egy ilyen gyökerű konstrukció került, de a TE3 alatt lévőnek a stílusában előadva. A TGM3 elődjének a sikertelen TGM2-es tekinthető, de ezzel még Luhanszk próbálkozott, majdnem párhuzamosan a szintén sikertelen, vonali TG100, majd TG102-vel.
A TGM3-asnak két, szériában gyártott változata volt: a TGM3a és a TGM3b. A TGM3a-ban a kalugai UGP hidraulikus hajtóműcsalád 750 LE-hez való változatát használták fel (az alapváltozatban luhanszki hajtómű volt, és ez sem bizonyult túl sikeresnek), a TGM3b-ben pedig tengelykapcsoló nélküli hajtóművet használtak, csak nyomatékmódosítós fokozatai vannak.